# مبرهنة شال (كينماتيكا)
في علم الحركة المجردة، مبرهنة شال تنص علي أن معظم إزاحة الجسم الجاسئ يمكن أن تنتج عن طريق انزلاق علي خط يُسمي بمحور المسماري ثم حدوث دوران حول هذا المحور.

## تاريخ

المحور المسماري (محور موزي)

إثبات أن الإزاحة يمكن أن تتجزأ إلي دوران وانزلاق علي وحول المحور المسماري قدمه الفلكي والرياضي جيليو موزي عام 1763, حقيقةً المحور المسماري يطلق علية اسم محور موزي في إيطاليا نسبةً إلي جيليو موزي.

## إثبات المبرهنة
اعتبر موزي أن أي جسم جاسئ في بداية يدور حول محور يمر ب مركز الثقل ثم إزاحة في اتجاه إجباري. أي حركة جاسئة يمكن أن تحدث بهذة الطريقة نتيجة مبرهنة أويلر نتيجة وجود محور الدوران. إزاحة مركز الثقل يمكن أن تتحلل إلي مركبات موازية وعمودية علي المحور. تؤثر هذة المركبات علي جميع نقاط الجسم الجاسئ ولكن موزي وضح أن لبعض النقاط تدور في عكس اتجاه الإزاحة بمعني أن هذة النقاط تحركت موازية إلي محور الدوران. هذة النقاط تقع علي محور موزي. وضع إدموند تايلور ويتاكر إثباتًا آخر لمبرهنة شال عام 1904.